# Plaça de Joan Orpí
La Plaça de Joan Orpí és una plaça del municipi de Piera a la comarca d'Anoia inclosa en l'Inventari del Patrimoni Arquitectònic de Catalunya.

## Descripció
L'eix longitudinal al llarg del qual es formà la vila presenta, al punt d'unió del carrer Jaume Fons i de la plaça, un espai de planta quadrada corresponent al centre de l'antic nucli del Mercadal (primer creixement del nucli inicial de la vila). Els costats d'aquest espai, plaça de J. Orpí, estan formats per uns edificis construïts sobre arcades que deixen lliures bona part de la planta baixa (antigues parades del mercat) i pels quals actualment hi passa un carrer apte pel tràfec rodat per un dels costats i un pels vianants, que permet l'entrada a Cal Greny, per l'altre. Pel desnivell de la plaça ha menester de graons entre algunes arcades i d'una balconada a Cal Greny. Les arcades d'aquest costat són de punt rodó, mentre que les de l'altre costat són de dos tipus i presenten contraforts característics del gòtic civil. Les arcades al voltant de la plaça són totes originals, llevat d'una, d'estil gòtic.

## Història
Va ser construïda al segle xiv, quan tingué lloc l'expansió del nucli i s'havia eixamplat les muralles. Està dedicada a Joan Orpí, qui va néixer en una de les cases de la plaça. Joan Orpí (1593-1645) anà com a soldat a Veneçuela i fou governador i capità general. El 1638 fundà la nova ciutat de Barcelona, com a precursora d'una nova Catalunya que volia establir. Les arcades de la plaça van ser restaurades al segle xviii, ja que unes fortes pluges havien posat en perill l'edificació.